# Boston Celtics
Boston Celtics je profesionalni košarkaški klub koji igra u NBA ligi. Klub je osnovan 1946. godine. Celticsi igraju u dvorani TD Garden, Boston, Massachusetts. Poznati su po bojama kluba zelenoj i bijeloj, koje su simboli irske kulture u Americi. Vlasnik kluba je Wycliffe "Wyc" Grousbeck, glavni trener kluba je Joe Mazzulla, a njihov generalni direktor je Brad Stevens. Igraju u Atlanskoj diviziji na Istočnoj konferenciji u NBA ligi već više od 60 godina. Imaju 18 NBA naslova, najviše od svih momčadi u NBA ligi. Posebno su bili dominantni u razdoblju od 1959. do 1966. godine, kada osvajaju sedam uzastopnih naslova prvaka.

## Povijest

#### Početci (1946. – 1950.)
Celticsi su osnovani 1946. godine i jedan su od prvih košarkaških klubova u Americi, te se natječu u najjačoj košarkaškoj ligi NBA. Na NBA draftu 1950., Celticsi su prvi izabrali jednoga afroameričkog igrača, Chucka Coopera.

#### Dolazak Boba Cousyja i Reda Auerbacha (1950. – 1957.)
U svojim početcima Celticsi se nikako nisu mogli podići na noge, sve dok nisu odlučili dovesti Reda Auerbacha za glavnog trenera momčadi. Prva velika zvijezda koja je igrala za Boston bio je Bob Cousy. Cousy je najprije trebao otići u Chicago Stagse, no kada je saznao da je ta momčad bankrotirala otišao je u Boston Celticse.
Nakon sezone 1955./56., Auerbach je mnoge iznenadio svojom razmjenom igrača.
Poslao je višegodišnju superzvijezdu i budućeg člana Kuće slavnih, Eda Macauleya u St. Louis Hawks, za prava na Cliffa Hagana i 1. picka drafta.
Nakon pregovora s Rochester Royalsima, Auerbach je na draftu uzeo Bill Russella i Tommy Heinsohna. Russell i Heinsohn, su zajedno na terenu s Cousyem izvrsno funkcionirali. Sredinom te sezone Russell je otišao s Košarkaškom reprezentacijom SAD-a na Olimpijske igre, a Boston Celticsima se pridružio početkom sezone 1956./57..

#### Doba Billa Rusella (1957. – 1969.)
Od kada se u prosincu 1956. Bill Russell vratio Celticsima, nije propustio niti jedan susret u sezoni, a te sezone odigrao je svoje prvo finale NBA protiv St. Louis Hawksa, u kojem je Boston slavio u sedam susreta. Tako su Celticsi osvojili svoj prvi od sedamnaest naslova prvaka NBA-u. U sezoni 1957./58., Celticsi ponovo stižu do finala, gdje su ponovno igrali protiv Hawksa, ali ovaj put su poraženi u šest susreta. Te sezone su su na draftu uzeli K.C. Jonesa, a Celticsi su s njime stvorili  jaku momčad. Sezonu kasnije, s Cousyem, Russellom i Henisohnom, Celticsi su pomeli u finalu
Minneapolis Lakerse, te osvojili novi naslov NBA prvaka. Pod Auerbachom, Boston osvaja još sedam NBA naslova, čime su produžili niz na osam u nizu. Tijekom tog doba, Celticsi su u finalima, čak šest puta igrali protiv Lakersa i od tada među njima vlada veliko suparništvo. U sezoni 1963./64., Boston je po prvi puta u svojoj povijesti na terenu imao afroameričku postavu. Nakon osvajanja naslova 1966, Auerbach je otišao u mirovinu, a njegovo mjesto je zauzeo Bill Russell u ulozi trenera-igrača. Auerbach je preuzeo funkciju generalnog upravitelja, a na toj poziciji je ostao do 1980-ih. Ipak, te godine i snovi Celticsa o novom naslovu su prekinuti, jer su ih u finalu Istočne konferencije pobijedili 76ersi. U sezonama 1968. i 1969., Celticsi osvajaju još dva NBA naslova, a u oba finala su igrali protiv starih rivala LA Lakersa. Russell je nakon zadnjeg osvojenog naslova otišao u mirovinu. U svojih 13 sezona koliko je proveo u NBA, osvojio je 11 NBA naslova. A niz od 8 uzastopnih naslova, najduži je niz osvajanja naslova u povijesti profesionalnog sporta SAD-a.

#### Heinsohnov i Cowensov dvojac (1970. – 1978.)
Početkom 1970., Celticsi su krenuli u obnavljanje momčadi, a s time si stigli i loši rezultati. Zabilježili su i prvi negativan omjer pobjeda i poraza od sezone 1949./1950., kada je momčad preuzeo Auerbach. Doduše, s dolascima igrača poput Dave Cowensa, Paul Silasa i Jo Jo White, Celticsi su ponovo dominirali ligom. Nakon poraza u finalu Istočne konferencije 1972., Celticsi su se iznova okupili i odlučili sezonu 1972./1973., kao najbolja momčad Istočne konferencije s omjerom 68-14. No sezona je završila razočaravajuće, nakon što su u finalnom susretu Istočne konferencije poraženi u sedam susreta od New York Knicksa, postali su prva momčad koja s najboljim omjerom lige nije ušla u NBA finale. Celticsi su se u play-off vratili sljedeće sezone, a pobijedivši Milwaukee osvojili su 12 NBA naslov. Nakon četiri utakmice rezultat je bio izjednačen, ali su Celticsi slavili u petoj utakmici koja je odigrana u Milwaukeeu. Serija se vratila u Boston, ali Celticsi nisu uspjeli pobijediti jer je Abdul-Jabbar pogodio koš 3 sekunde prije kraja drugog produžetka. Međutim, Cowens je predvodio Celticse do njihovog 12 naslova s 28 koševa a time su Celticsi postali prvaci prvi put poslije pet godina. U finalu 1976. Celticsi su osvojili još jedan naslov, pobijedivši Phoenix Sunse u 6 utakmica. Finale je istaknuto kao jedan od najvećih  susreta u povijesti NBA. Poslije četiri utakmice rezultat je bio izjednačen, a Sunsi su zaostajali u Boston Gardenu. Međutim, izborili su produžetke. U drugom produžetku, Gar Heard je pogodio koš i odveo utakmicu u treći produžetak u kojem su Celticsi konačno slavili slomivši otpor Sunsa. Tommy Heinsohn je kao trener vodio momčad do oba naslova. Nakon ispadanja u polufinalu play-offa istočne konferencije 1977. od strane 76ersa, momčad je ponovo prošla kroz fazu obnavljanja. Na draftu 1977. Celticsi su izabrali Cedrica Maxwella, košarkaša sa sveučilišta Sjeverne Karoline u Charlottu. Maxwell nije baš najbolje odigrao prvu sezonu, ali se kasnije dokazao. U sezoni 1977./78. Celticsi su postigli omjer 32-50. U istoj sezoni, legenda Celticsa John Havlicek, je nakon 16 sezona otišao u mirovinu.

#### Doba Larryja Birda (1979. – 1992.)
Na draftu 1978. Celticsi su imali pravo na dva od prvih osam izbora. Auerbach preuzima rizik i bira Larryja Birda, juniora sa sveučilišta Indiana State kao 6. izbor na draftu, znajući da će Bird ostati na četvrtoj godini sveučilišta. Auerbach je smatrao da je Bird talent kojeg treba čekati. Auerbach je također smatrao da će Celticsi, poslije završetka sezone imati idealnu šansu da potpišu ugovor s Birdom. Auerbach je bio u upravu i Bird je napustio sveučilište ubrzo nakon pobjede u utakmici u kojoj je poražena ekipa sveučilišta Michigan State.
Važan događaj za Celticse u toj sezoni je bio spor između Auerbacha i Johna Y. Browna, novog vlasnika Boston Celticsa. Spor je gotovo doveo do ostavke Auerbacha na poziciji generalnog menadžera i odlaska u New York Knickse. Naime, Brown je bez znanja Auerbacha dogovorio razmjenu s New York Knicksima. Kada je Auerbach saznao da su Celticsi za Boba McAdooa dali tri izbora prve runde drafta, on je izgubio strpljenje i otišao u New York gdje se zamalo dogovorio s New York Knicksima. Bez podrške navijača kluba i javnosti koji su bili na strani Auerbacha, Brown je odlučio prodati svoje dionice u klubu umjesto da se suoči s mržnjom i srdžbom grada zbog toga što je uspjeh odveo Auerbacha u ekipu omraženog rivala. Igra ekipe se zbog tog sukoba raspala. Celticsi su se mučili cijelu sezonu, ali su završili s omjerom 29-53. Košarkaš Bob McAdoo je također bitan u sporu. Novi vlasnici Chris Ford, Rick Robey, Cedric Maxwell i Tiny Archibald nisu uspjeli preokrenuti situaciju u klubu.
Bird je debitirao za Celticse u sezoni 1979./80., godinu dana nakon išto je iizabran na draftu. S novim vlasnikom kluba, Auerbach je napravio niz izmjena i ispravio je greške i propuste. Također, Auerbach je mijenjao Boba McAdooa, trostrukog pobjednika po prosjeku poena (1974., 1975. i 1976.) za Detroitovog M. L. Carra, obrambenog specijalistu kao i za dva izbora prve runde drafta 1980. Celticsi su uzeli i Geralda Hendersona iz CBA. Carr, Archibald, Henderson i Ford napravili su sposobnu obranu, koja se savršeno uklapala s tročlanim napadom kojeg su činili  Dave Cowens, Cedric Maxwell i Larry Bird, koji je osvojio nagradu za NBA novaka godine. Celticsi su sezonu završili s omjerom 61-21, ali su poraženi u finalu istočne konferencije od Philadelphie.
Auerbach je oduvijek bio poznat kao pristalica nagomilavanja izbora s drafta, a ekipa je poslije kraja sezone dobila 1. i 13. izbora prve runde drafta koji su preostali iz zamjene s Detroitom. Auerbach je poslao obojicu u Warriorse u zamjenu za centra Roberta Parisha i izbora prve runde drafta, 3. ukupno. Celticsi su na draftu birali krilnog centra sveučilišta Minnesota, Kevina McHalea. S tri velika talenta u ekipi, poznatih kao prva "Velika trojka" (The Big 3) Celticsi su ponovo postali jedna od najdominantnijih ekipa u NBA.
Celticsi su u sezoni 1980./81., pod vodstvom trenera Billa Fitcha zabilježili  omjer 62-20, usprkos Cowensovom odlasku u mirovinu. Ponovo su Celticsi susreli sa 76ersima u finalu istočne konferencije. Nakon četiri utakmice bostonska momčad je gubila 3-1. Ipak, u klasičnoj sedmoj utakmici Celticsi su pobijedili 91-90, i otišli u finale. "Kelti" osvajaju svoj 14 naslov, samo dvije godine nakon što je Bird izabran na draftu. Cedric Maxwell je izabran za najkorisnijeg igrača finala. U  slijedećoj sezoni 1981./82. Celticsi su još jednom pokušali vratiti vodstvo nakon 3-1, ali su ih ovaj put 76ersi porazili u 7 utakmici, iako se igralo u Bostonu. 1983. Celticsi ispadaju od Milwaukee Bucksa u polufinalu istočne konferencije rezultatom 4-0. Zanimljivo je da su tada Bucksi prvi put u povijesti izbacili Celticse u playoffu. Nakon uvjerljivog ispadanja u doigravanju Fitch daje ostavku, a klub dobiva nove vlasnike koje vodi Don Gaston.
U sezoni 1983./84. Celticsi, pod novim trenerom K. C. Jonesom, s osvojenih 62-20 završavaju regularni dio sezone. Celticsi su se ponovo nakon trogodišnje pauze plasirali u finale. U finalu, vraćaju se nakon 2-1 i osvajaju 15 naslov. Larry Bird je tijekom serije obnovio sveučilišno rivalstvo s Magicom Johnsonom, zvijezdom Lakersa. Poslije finala Auerbach se povukao sa pozicije generalnog menadžera, ali je dobio ulogu predsjednika. Auerbacha je na poziciji generalnog menadžera nasljedio Jan Volk. Volk je s Celticsima bio još od 1971., kada je diplomirao na Pravnom Fakultetu Columbia. Volk je od 1976. bio na poziciji generalnog savjetnika, a od 1980-ih je bio asistent generalnog menadžera. Za vrijeme pauze, u prvom poslu otkako je Volk postao generalni menadžer, Celticsi su mijenjali Hendersona u Seattle za izbor prve runde drafta 1986.
1985. su se Celticsi i Lakersi ponovo susreli u finalu, ali ovaj put su Lakersi osvojili prvenstvo. To je bio prvi put da su Lakersi porazili Celticse u finalu i jedini u kojem su Celticsi izgubili finale i pored toga što se igralo u Bostonu. Tijekom pauze Celticsi su mijenjali nekadašnjeg MVP-ja finala 1981, Cedrica Maxwella za Billa Waltona iz Los Angeles Clippersa. Walton je bio zvijezda Portland Trail Blazersa, ali su ga ozljede držale daleko od najbolje igre i forme. Bio je spreman na ulaske u igru, ali su tri velika košarkaša već bila u timu. Walton se smatra najboljim dodavačem koji je ikada igrao na poziciji centra u NBA.

## Dvorane
- Boston Arena (1946) Mjesto u kojem su napravili prve košarkaške korake. Sada se zove Sveučilište Northeastern Matthews Arena.
- Boston Garden (1946-1995)
- Hartford Civic Center (1975–1995), povremeno se koristio za domaće susrete.
- TD Banknorth Garden (1995-trenutno), nekada poznat kao Fleet Center (1995-2005).

## Popis vlasnika
- Walter Brown, osnivač momčadi i originalni vlasnik (1946-64)
- Marjorie Brown, supruga osnivača momčadi (1964-1965)
- Marvin Kratter/Nacionalni dionice (1965-68)
- Pivovara Ballantine (1968-69)
- Među-državna komunikacija EE Erdman (1969-71)
- Ulagačko-Financijska Organizacija (1971-72)
- Robert Schmertz-Razonoda Technology (1972-74)
- Robert Schmertz i Irv Levin (1974-75)
- Irv Levin (1975-78)
- John Y. Brown, Jr. i Harry T. Mangurian, Jr. (1978)
- Harry T. Mangurian, Jr. (1979-83)
- Don Gaston, Alan Cohen, Paul Dupee (1983-92)
- Pavao Gaston (1992-2002)
- Bostonovo košarkaško partnerstvo - sastoji se od Wycliffe Grousbecka, Stephena Pagliuce, i H. Irvinga Grousbecka  (2002-trenutno)

## Vanjska poveznica
- Službena stranica (engl.)
- NBA.com – Ultimate Celtics Page (engl.)
- Boston Celtics  Arhivirana inačica izvorne stranice od 11. lipnja 2012. (Wayback Machine) @ Basketball-Reference.com (engl.)
- Boston Celtics @ Sportsecyclopedia.com (engl.)
- Povijest Boston Celticsa (engl.)
- 2007-08 Downloadable Media Guide (engl.)